# Val di Nizza
Val di Nizza är en kommun i provinsen Pavia i regionen Lombardiet i Italien. Kommunen hade 625 invånare (2018).